# Wilhelm Kopetzky

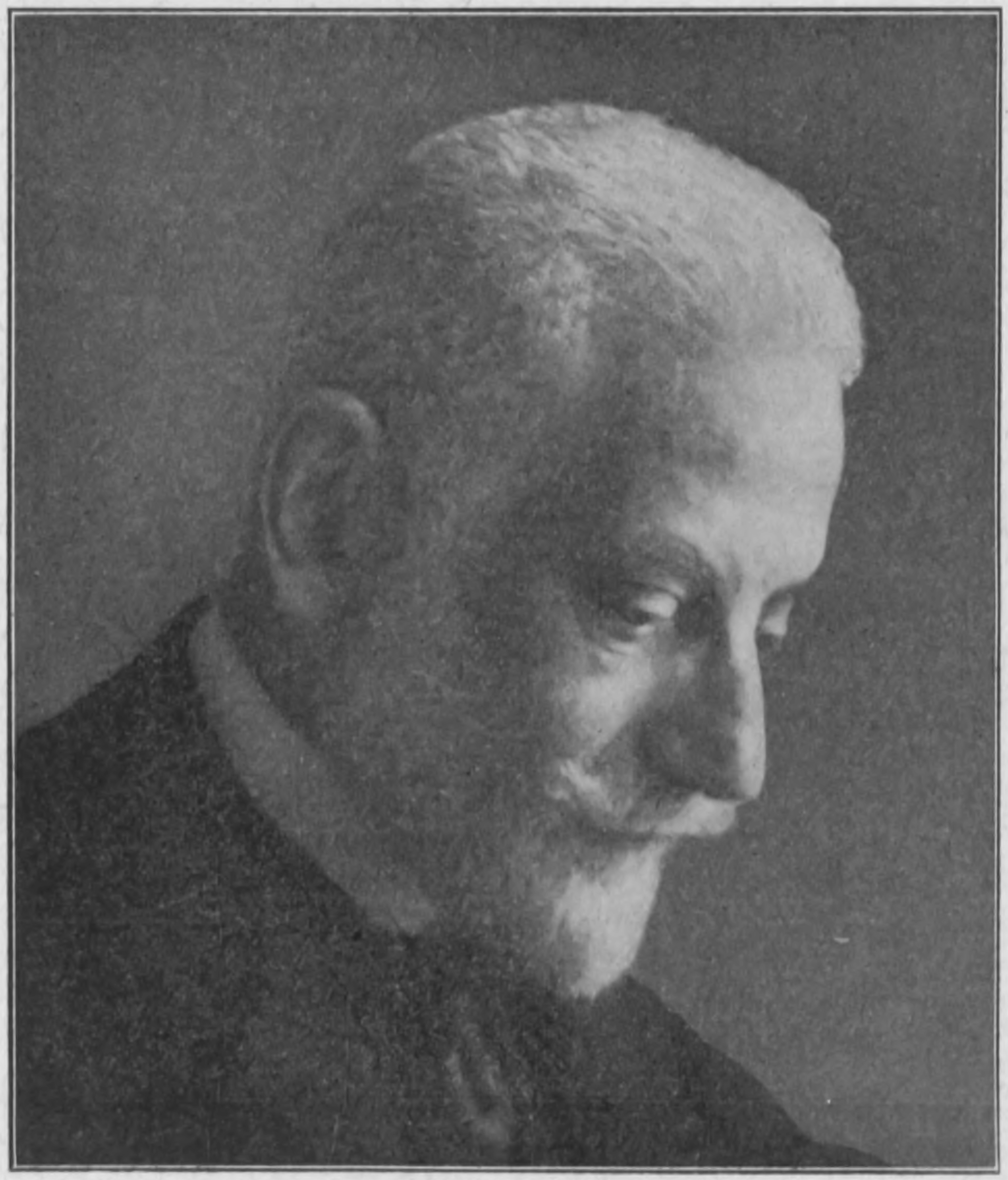
Wilhelm Kopetzky

Wilhelm Kopetzky (* 9. Mai 1847 in Böhmisch Pockau, heute Bukov, Ortsteil von Ústí nad Labem, Böhmen; † 26. Juni 1924 in Berlin) war ein preußischer Bankier, Vorsitzender des Berliner Börsenvorstandes und Geheimer Kommerzienrat.

## Leben
Wilhelm Kopetzky wurde am 9. Mai 1847 in Böhmisch Pockau im Leitmeritzer Kreis des Königreichs Böhmen als Sohn des Kaufmanns Jakob Kopetzky und seiner Frau Helena, geborene Taussig, geboren. Er hatte mehrere Geschwister. Seine kaufmännische Ausbildung erhielt er im Bankhaus Marcus Nelken & Sohn in Breslau. Von dort übersiedelte er nach Berlin und erhielt zum 1. Mai 1868 als Zwanzigjähriger in der Firma David Liepmann des Bankiers Louis Liepmann (1816–1906) die Kollektivprokura. Per 1. Januar 1872 wurde er neben Louis Liepmann zum einzigen Gesellschafter.
Die 1870 gegründete Deutsche Union-Bank in Berlin übernahm im Verlauf des Jahres 1872 die Geschäfte der Firma David Liepmann. Die beiden ehemaligen Gesellschafter wurden von der Union-Bank weiter beschäftigt. Wilhelm Kopetzky trat 1873 mit 25 Jahren als Direktor in den Vorstand ein, während Louis Liepmann in den Aufsichtsrat der Bank wechselte.
Die Corporation der Berliner Kaufmannschaft nahm den jungen Bankdirektor als Mitglied auf und wählte ihn 1896 in ihren Ältestenrat. 1873 erhielt er die preußische Staatsbürgerschaft. Das Berliner Adressbuch verzeichnet ihn seinerzeit erstmals mit eigener Wohnung in der Jägerstrasse 73. Am 3. März 1875 heiratete er Marie, genannt Margarete, Paderstein, Tochter des Bankiers Adolph Paderstein und seiner Frau Bertha, geborene Hirsch. Das Ehepaar wohnte 1875 in der Königgrätzer Straße 4 und zog 1876 an die Bellevuestraße 12a. 1876 übernahm die Deutsche Bank die Deutsche Union-Bank. Bei dieser erneuten Übernahme wurde Kopetzky in den Aufsichtsrat der Deutschen Bank gewählt, dem er bis 1908 angehörte.
Am 16. Dezember 1876 begründete er seine eigene Firma  Kopetzky & Cie. mit den Tätigkeitsfeldern Bankgeschäft und Vermögensverwaltung. Beruflich war Kopetzky sehr erfolgreich und finanziell unabhängig, was ihm seine zahlreichen ehrenamtlichen Aufgaben erleichterte. Das Jahrbuch des Vermögens und Einkommens der Millionäre schätzte sein Vermögen für 1912 auf 11,96 Millionen Mark und sein Einkommen auf 0,72 Millionen Mark. 1901 erwarb er die Villa Parey des verstorbenen Verlagsbuchhändlers Paul Parey in der Sigismundstraße 4a in Berlin-Tiergarten. Die Zunahme der ehrenamtlichen Tätigkeiten Kopetzkys ließen ihm immer weniger Zeit für seine eigene Firma. Deshalb ließ er sie im August 1914 liquidieren.
Bis ins hohe Alter und auch nach dem Tod Margarete Kopetzkys 1922 blieb sein Leben von der ehrenamtlichen Arbeit geprägt. Er starb am 26. Juni 1927 infolge eines Schlaganfalls. Zu seiner Trauerfeier im Krematorium Wilmersdorf am 30. Juni 1924 versammelten sich zahlreiche Vertreter aus der Wirtschaft und Politik. Die Reichsbank war vertreten durch den Vizepräsidenten Otto von Glasenapp und mehreren Mitgliedern des Reichsbankdirektoriums. Weitere Trauergäste waren der Reichstagsabgeordnete Heinrich Wilhelm Dove, die Bankiers Paul von Schwabach, Eugen Landau, Oscar Wassermann und Julius Schwarz und die Industriellen Georg Haberland, Paul Mamroth und Oskar Oliven. Trauerredner waren Walter Sobernheim und ein Prediger der Jüdischen Reformgemeinde zu Berlin.
Die Gräber von Wilhelm und Margarete Kopetzky liegen auf dem Jüdischen Friedhof Schönhauser Allee.

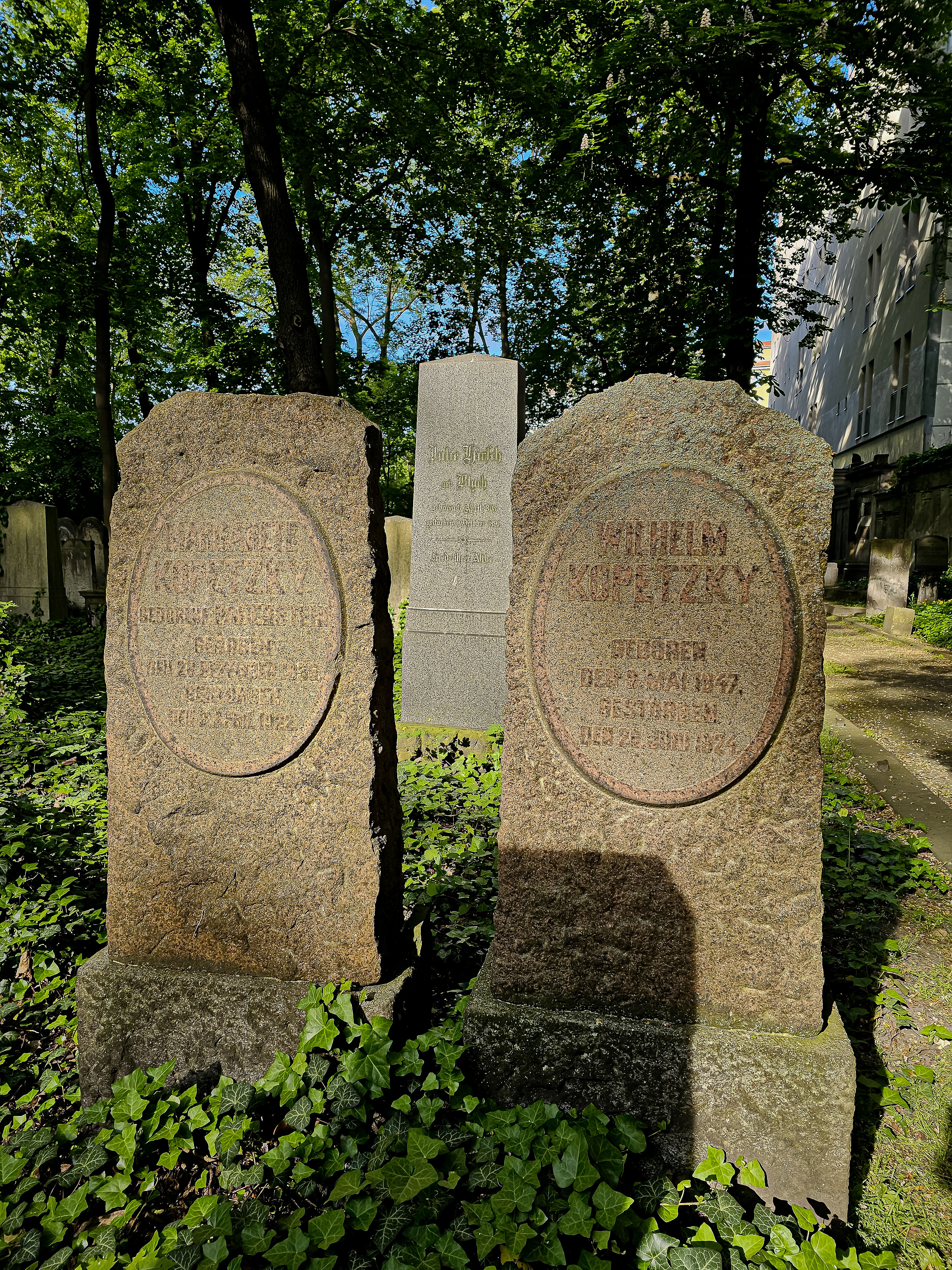
Grab von Wilhelm Kopetzky und Margarete Kopetzky auf dem Jüdischen Friedhof Schönhauser Allee

## Mandate und Ehrenämter
Die umfassenden Bank- und Börsenkenntnisse Wilhelm Kopetzkys schätzen viele Unternehmen, sodass er in zahlreichen Aufsichtsräten gewählt wurde. Neben seinen Aktivitäten bei der Deutschen Bank waren dies im Finanzsektor der Aufsichtsrat der Berliner Hagel-Assecuranz-Gesellschaft von 1832 sowie im Ausland als Mitglied des Verwaltungsrates der Böhmischen Union Bank und von 1902 bis 1915 als Mitglied des Verwaltungsrates des Schweizerischen Bankvereins in Basel.
Dazu kamen Mandate in der Industrie. Seit Dezember 1873 war er Mitglied im Aufsichtsrat der Schultheiss-Patzenhofer Brauerei, im November 1889 wurde er zum stellvertretenden Vorsitzenden der Brauerei und vom Dezember 1915 bis zu seinem Tod zu deren Vorsitzenden. Eng damit verbunden war die Mitgliedschaft im Aufsichtsrat der C. A. F. Kahlbaum A.-G. und der Ostwerke A.-G sowie als Vorsitzender des Präsidiums der Interessengemeinschaft Ostwerke-Schultheiß-Patzenhofer. Im Weiteren war er langjähriges Mitglied des Aufsichtsrates der Großen Berliner Straßenbahn.
Bedeutend war sein Wirken bei den öffentlich-rechtlichen Aufgaben der Berliner Kaufmannschaft als Träger der Berliner Börse. 1892 wurde er Mitglied des Börsenkommissariat und 1897 der Zulassungsstelle der Börse. Als 1902 die öffentlich-rechtlichen Aufgaben der Kaufmannschaft an die Industrie- und Handelskammer Berlin übergingen, wurde Kopetzky Mitglied und ab 1914 Vizepräsident der Kammer. 1903 übernahm er den Vorsitz der Zulassungsstelle der Börse und verzichtete 1908 auf sein Aufsichtsratsmandat bei der Deutsche Bank, um mögliche Interessenkonflikte zu vermeiden. Mit über 70 Jahren übernahm er am 20. Juni 1918 den Vorsitz des Berliner Börsenvorstands als Nachfolger des verstorbenen Johannes Kaempf.
Auch bei staatlichen Stellen war Kopetzkys Wissen gefragt. Von 1879 bis 1897 wirkte er als Handelsrichter am Berliner Landgericht I. Von 1895 bis 1906 war er Mitglied im Reichsbank-Zentralausschuss und im Börsenausschusses am Reichsamt des Innern.
Sozial engagierte sich Kopetzky als Schatzmeister der Berliner Ferienkolonien und des Säuglingsheims Westend sowie als Revisor des Hilfsvereins der Juden in Deutschland. Von 1898 bis 1924 war er Vorsitzender der Gesellschaft der Freunde und Mitglied der Deutschen Orient-Gesellschaft.

## Ehrungen
Anlässlich seines Ausscheidens als Handelsrichter erhielt er 1897 den Roten Adlerorden IV. Klasse. Weitere Ehrungen waren die Verleihung des Kronenordens III. Klasse, sowie die Ernennung zum Kommerzienrat 1895 und zum geheimen Kommerzienrat 1907.

## Familie

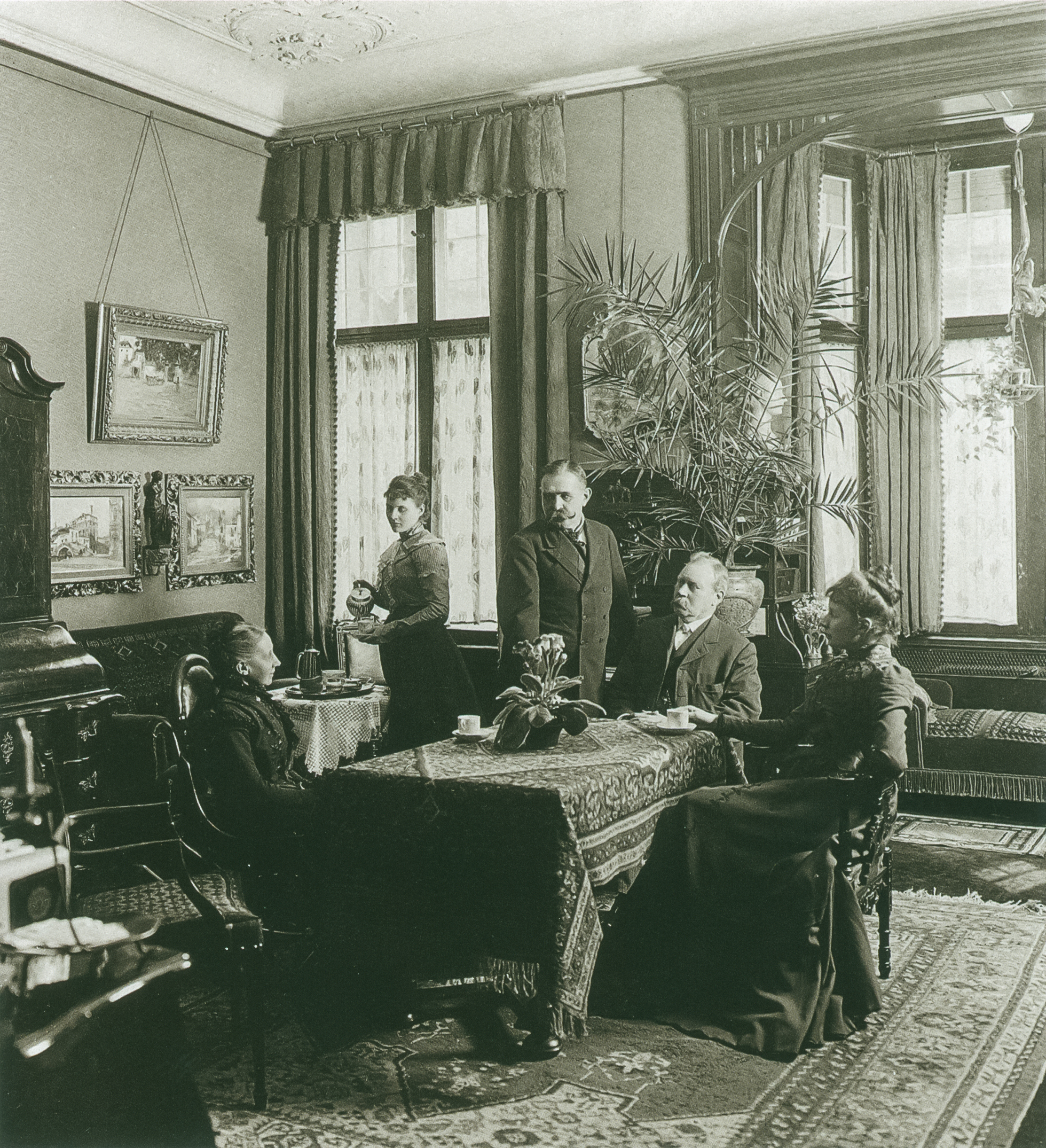
Familie Kopetzky im Wohnzimmer der Villa Parey. Von links nach rechts: Ehefrau Margarete, Tochter Bertha, Sohn Adolf, Wilhelm Kopetzky und Tochter Helene

Wilhelm und Margarete Kopetzky (* 20. Dezember 1855; † 9. April 1922) führten ein sehr glückliches Eheleben und hatten drei Kinder. Der Sohn Adolf Jacob (* 13. Januar 1876; † 10. Mai 1941) war ebenfalls im Bankgeschäft tätig. Er wanderte Ende der 1890er Jahre nach London aus und erhielt 1903 die britische Staatsbürgerschaft. Die ältere Tochter Helene (18. April 1877; † 16. September 1933) heiratete 1899 den Kaufmann Hugo Reifenberg und lebte in Paris. Die jüngere Tochter Bertha (* 18. Juli 1882; † 1968) heiratete 1904 Heinrich Treitel, einen Stiefsohn des Bankiers Carl Fürstenberg, der seine geschiedene Mutter Aniela Treitel geborene Natanson (1856–1915) in zweiter Ehe geheiratet hatte. Sie floh vor der nationalsozialistischen Verfolgung im September 1938 mit ihrer Familie in die Vereinigten Staaten und anglisierte den Familiennamen zu Trytell.

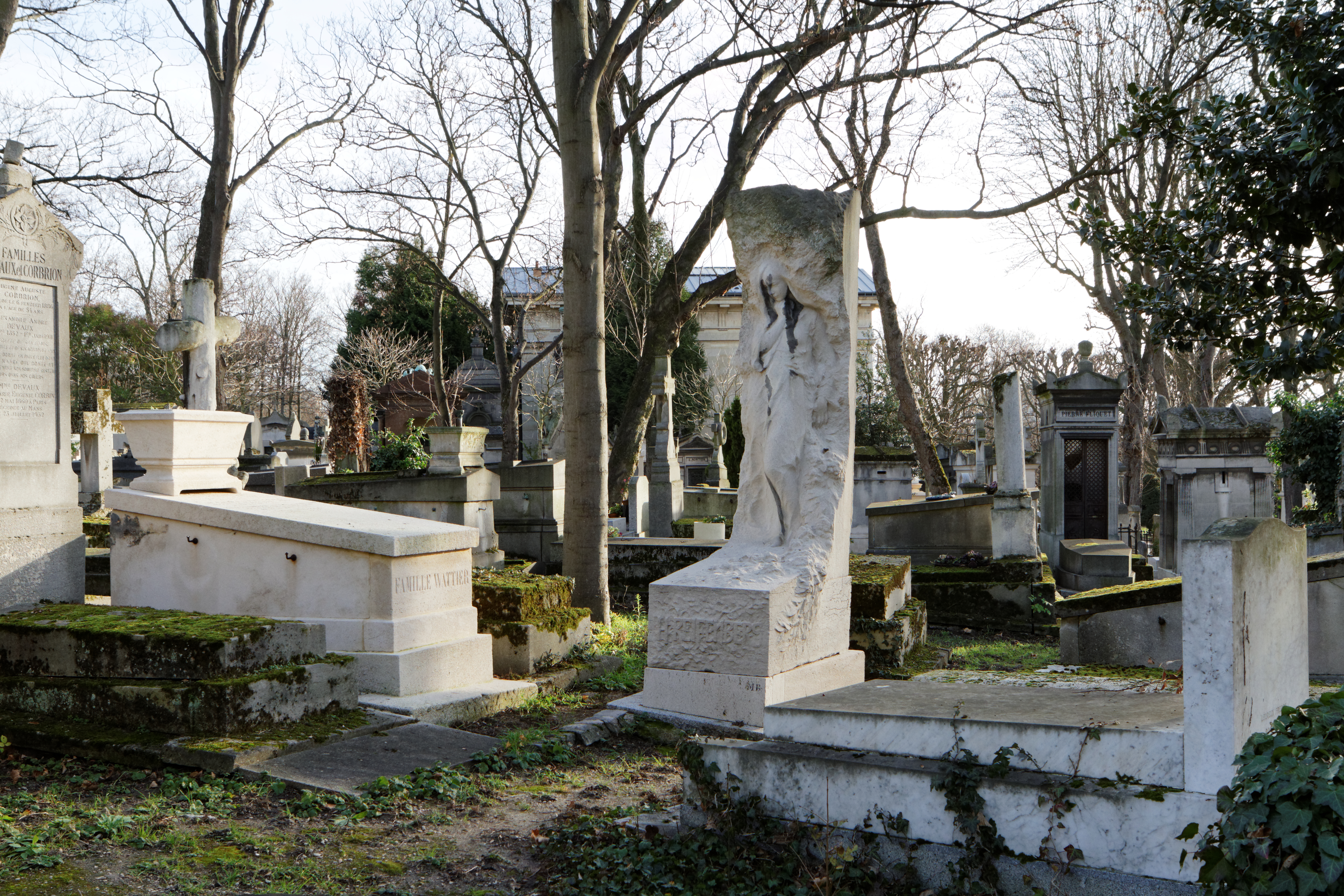
Grab Helene Reifenberg-Kopetzky im Familiengrab Reifenberg, Cimetière du Père-Lachaise in Paris